# Téléfilm

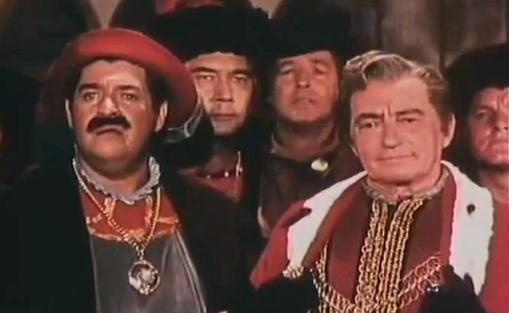
Stanley Adams et Claude Rains dans le téléfilm musical The Pied Piper of Hamelin en 1957.

Le téléfilm est un genre ou format de type fiction au sein de la production audiovisuelle, destiné à une diffusion télévisée. 
Produit originellement par les studios de télévision et non par les studios de cinéma, lesquels tendent aujourd'hui à se confondre sur le plan industriel et financier, le téléfilm est conçu pour être directement diffusé à la télévision. 
D'une durée moyenne de 60 minutes, un téléfilm raconte une histoire complète, qui se suffit à elle-même, par opposition à la mini-série, qui est diffusée en plusieurs parties. 
Les téléfilms sont désormais tournés en vidéo numérique. Jusqu'à la fin des années 1980, ils étaient tournés sur film photosensible classique pour des problèmes de qualité, de taille de matériel pour les tournages en extérieur et de distribution dans le monde (télévision en 50 Hz en Europe ; 60 Hz en Amérique du Nord), principalement sur pellicule 16 mm pour l'Europe et en 35 mm pour les États-Unis. Le format de diffusion est le plus généralement celui de l'écran télévisé, à savoir le 1,33:1 (qui correspond aux écrans 4/3) et le 16/9. 
Pour certains téléfilms, ont été mis en œuvre des moyens colossaux, tant financiers que matériels, ce sont de véritables superproductions, souvent coproduites par plusieurs pays. On ne peut donc pas toujours considérer les téléfilms comme des œuvres secondaires, en ce qui concerne les moyens. C'est le cas par exemple des adaptations de grands classiques de la littérature.
L'usage courant de ce terme s'est développé en français à la fin des années 1970, remplaçant celui de « dramatique » tombé en désuétude.

## Téléfilm et séries télévisées
Le terme téléfilm désigne avant tout en français une émission de fiction constituant une histoire originale qui se termine par un dénouement qui n'appelle pas de suite. Plusieurs téléfilms ayant une thématique, un genre, un esprit communs, sont conçus dans un cadre global et constituent une série dite d'anthologie (en anglais anthology series). Chaque téléfilm forme une histoire complète, indépendante, avec des personnages et acteurs non récurrents. L'une des premières productions de cette nature est la série Climax! (CBS, 1954-1958).

## Téléfilm et diffusion en salle de cinéma
Certains téléfilms sont exploités en salles seulement après leur diffusion initiale sur petit écran :
- 1971 : Duel, de Steven Spielberg, sur ABC ;
- 1979 : Buck Rogers, de Daniel Haller, sur NBC ;
- 1979 : Comme un homme libre, de Michael Mann, sur ABC ;
- 1994 : Le Péril jeune de Cédric Klapisch, sur Arte ;
- 2005 : Nuit noire 17 octobre 1961, d'Alain Tasma, sur Canal+ ;
- 2008 : La Belle Personne, de Christophe Honoré, initialement conçu comme un téléfilm pour Arte, est finalement sorti en salles le 17 septembre après une première diffusion en avant-première le 12[1] ;
- 2009 : La Journée de la jupe, Jean-Paul Lilienfeld, est sorti en salles le 25 mars après une avant-première sur Arte le 20.

D'autres, comme Elephant, sont produits par des chaînes de télévision pour la télévision, mais sortent finalement d'abord en salle.
Fin 2010, en France, le film Roses à crédit d'Amos Gitaï, version longue de son téléfilm du même nom se voit refuser l'agrément du Centre national du cinéma et de l'image animée, ce qui, le privant d'aides financières, empêche sa sortie en salle prévue deux semaines plus tard (la diffusion télévisée doit avoir lieu cinq mois après). Cette décision est motivée par le fait que les deux versions ne seraient pas assez différentes. Ce refus d'agrément empêche la sortie en salle car cela le prive de subventions lors de cette sortie. Selon le réalisateur, de grands groupes d'exploitants auraient fait pression pour que les téléfilms cessent de sortir au cinéma.